# 南京工业职业技术大学
32°03′22″N 118°46′30″E / 32.05611°N 118.77500°E
南京工业职业技术大学，簡稱南工院，位於中华人民共和国江苏省南京市。

## 歷史
2020年6月10日，经中华人民共和国教育部批准，正式组建南京工业职业技术大学，作为公办本科层次职业教育试点学校。

## 歷任领导
中华职业学校校长
- 顾树森（1918.5-1922.10）
- 黄伯樵（1922.10-1924.12）
- 潘仰光（1924.12-1927.8）
- 姚颂馨（1927.8-1928.7）
- 赵师复（1928.7-1930.12）
- 杨卫玉（1930.12-1931.7）
- 贾观仁（1931.7-1943.7）
- 江问渔（1943.7-1946.2）
- 贾观仁（1946.2-1950.1）
- 江问渔（1950.1-1952.1）
- 贾季英（1945.8-1945.10）
- 王怀冰（1945.11-1946.2）
- 庞翔勋（1952.1-1952.12）

上海机械学校（1952.1——1960.8）
- 党委支部书记：程美伦（1952.11-1954.9）
- 校长：庞翔勋（1952.12-1954.9）
- 党委支部书记、校长：冯秀峰（1954.9-1960.7）

南京机电学校时期（1960.9——1999.7）：
- 党委书记、校长：冯秀峰（1960.8-1965.4）
- 党委副书记、副校长：陈义俭（1965.4-1966.6）

南京工业职业技术学院时期（1999.7---2020.6）：
南京工业职业技术大学时期（2020.6---至今）：

## 精神傳統

### 办学理念
手脑并用，双手万能

### 校訓
敬业乐群

### 校歌
江问渔、黄任之（炎培）作词，黄自作曲
努力！努力！自己的努力，过自己的生活。
努力！努力！我的努力帮助别人的生活。
努力！努力！一致的努力！
养成共同的生活，用我手，用我脑，不单是用我笔，
要做，不单是要说，是我中华职业学校的金科玉律。中华职业学校校歌

## 機構、院系

### 學科院系
院系設置
- 电气工程学院
- 机械工程学院
- 航空工程学院
- 交通工程学院
- 计算机与软件学院
- 经济管理学院
- 商务贸易学院
- 艺术设计学院
- 国际教育学院

## 傑出校友
华罗庚
张闻天
江竹筠
邹韬奋
顾准
秦怡
黄仁
彭立人
顾心怿

## 中华职业学校家族與親緣學校
其他學校
甘肃中华职业学校
上海中华职业学校

## 外部連結
- 南京工业职业技术学院官方网站*（页面存档备份，存于）
- 南京工业职业技术学院招生信息网 （页面存档备份，存于）
- 南京工业职业技术学院图书馆 （页面存档备份，存于）
- 南京工业职业技术学院_南京院校论坛_西祠胡同
- 南京工业职业技术学院_新浪院校库 （页面存档备份，存于）